# Intoxication
Intoxication é o oitavo álbum de estúdio lançado pelo cantor Shaggy, foi lançado em agosto de 2007. O primeiro single do álbum foi a canção "What's Love", gravada pela Konvict Muzik com o cantor Akon. A canção "Church Heathen" teve seu videoclipe lançado em 10 de dezembro de 2006.

## Faixas
1. "Can't Hold Me" - 2:37
2. "Bonafide Girl" (feat. Rik Rok & Tony Gold) - 3:37
3. "Intoxication" - 3:32
4. "Those Days" (feat. Na'sha) - 3:23
5. "More Woman" - 3:39
6. "Woman Scorn" - 3:12
7. "Mad Mad World" (feat. Sizzla & Collie Buddz) - 3:51
8. "Out of Control" (feat. Rayvon) - 3:27
9. "Church Heathen" - 4:11
10. "Wear Di Crown" (feat. Mischieve) - 2:30
11. "Criteria" - 3:43
12. "Body A Shake" - 3:17
13. "What's Love" (feat. Akon) - 3:06
14. "Holla at You" - 3:28
15. "All About Love" - 3:36

Faixas bônus
1. "Reggae Vibes" - 2:57
2. "Wrong Move" - 3:03

### Faixas bônus re-lançadas
1. "Reggae Vibes" - 2:57
2. "Who A Wear Di Jacket" - 3:15
3. "A Nuh You A Nuh Me" - 3:33
4. "Can't Take My Flava" - 3:02